# Francesco Chieregati
Francesco Chieregati o Chiericati (Vicenza, 1479–Bolonia, 6 de diciembre de 1539) fue un clérigo italiano, obispo de Téramo (1522-1539) y nuncio apostólico.

## Biografía
Enviado por el papa León X como nuncio papal en Inglaterra (1515-17), también ocupó un cargo similar en Portugal y España (1519), relacionándose con el cardenal Adriano de Utrecht, obispo de Tortosa, el preceptor neerlandés de Carlos I de España y posteriormente, papa con el nombre de Adriano VI.

### Dieta de Núremberg y guerras húngaro-otomanas
Uno de los primeros actos de Adriano VI, después de su entrada en Roma, fue hacer que Chieregati, cuyo aprendizaje y virtud estimaba, se convirtiera en obispo de Téramo en el Reino de Nápoles. Después lo envió a la Dieta Imperial reunida en Núremberg, convocada para el otoño de 1522. Se le encargó obtener de los príncipes alemanes un mayor empeño en la guerra contra los otomanos en Hungría, también una supresión más vigorosa del luteranismo y la ejecución del Edicto de Worms (26 de mayo de 1521) contra Martín Lutero. En dos discursos (19 de noviembre y 10 de diciembre) instó los príncipes a cooperar con la expulsión de los turcos de la cristiana Hungría; en esta última fecha también exigió la inmediata aplicación del Edicto de Worms, por el que Lutero había sido desterrado del Sacro Imperio Romano Germánico, y del que, aunque formalmente proscrito, había escapado hasta entonces bajo la protección de Federico III de Sajonia y otros príncipes amigos. 
Finalmente, el 3 de enero de 1523, Chieregati leyó públicamente dos documentos importantes, enviados desde Roma. Eran un breve pontificio (emitido el 25 de noviembre previo) a los miembros de la Dieta y una instrucción para el mismo Chieregati. El primero contendía un llamamiento a la piedad católica, a las tradiciones religiosas y a la magnanimidad de los representantes del pueblo alemán, y pidió a la Dieta que sofocase la sedición religiosa y forzara la sumisión de Lutero y sus seguidores.
La instrucción personal, probablemente publicada en la misma fecha y leída en la Dieta por Chieregati, es uno de los documentos históricos más importantes de la antigua Reforma protestante. En él, Adriano VI confesaba que los pecados de los eclesiásticos eran la causa principal de las tribulaciones de la Iglesia y que en la propia Curia Romana tanto el jefe como los miembros, papas y prelados, habían sido culpables de abusos.
La respuesta de la Dieta fue desalentadora: en el receso del 9 de febrero de 1523 los príncipes y representantes evitaron una respuesta a las peticiones del Papa: propusieron la celebración de un concilio general en alguna ciudad alemana, renovando las anteriores quejas antirromanas de los alemanes con el Centum gravamina Teutonicae nationis, en castellano Cien protestas de la nación teutónica.
Pastor añade que el fracaso de Chieregati se debió en gran medida a que los grandes prelados alemanes no estaban en absoluto dispuestos a repetir la confesión del sumo pontífice. Este último fue acusado a menudo por su franqueza, pero Pastor lo defiende, afirmando que sus confesiones eran necesarias.
Después de la llegada de Clemente VII, las misiones diplomáticas confiadas a Chieregati cesaron, si bien siguió ocupando varios roles locales pero no obtuvo el cardenalato.

### Expedición de Magallanes
Chieregati también era amigo de Antonio Pigafetta, que acompañó la expedición de Magallanes-Elcano. Acudió a Barcelona en 1519, enviado como embajador por el papa León X.
Al regresar la expedición, completada únicamente por un barco, la nao Victoria, comandada por Juan Sebastián Elcano, el 6 de septiembre de 1522, Pigafetta envió su diario de la vuelta al mundo (presentado el 8 de septiembre de 1522 a Carlos I en Sevilla) a Chieregati, que se encontraba en la Dieta alemana. El nuncio Chieregati lo puso a disposición de los participantes. El propio emperador también envió un relato de la expedición, con un globo terráqueo que ilustraba el viaje, a su hermano, el archiduque Fernando de Austria, que presidía la Dieta en Núremberg.
El relato fue probablemente realizado por Maximiliano Transilvano, y el globo una copia de la realizada por él. Se mostró el globo terráqueo a los participantes. Chieregati, después de examinar el globo terráqueo, describió el itinerario de la nao Victoria a su patrona, Isabel de Este, marquesa de Mantua. Chieregati también envió la historia de Transilvano a Francesco Minizio Calvo en Roma, quien la hizo publicar en noviembre de 1523. Entre 1524 y 1525, Pigafetta escribió la Relación del primer viaje alrededor del mundo, extraída junto con el Tratado de Navegación de sus memorias y de las notas extraídas de sus detallados diarios que había llevado durante los tres años del viaje.